# 38ns Premis AVN
Els 38ns Premis AVN oficialment els 38ns Premis AVN presentats per MyFreeCams.com van ser una cerimònia de lliurament de premis de cinema pornogràfic celebrada el 23 de gener de 2021. La 38a edició de la cerimònia que va començar el 1984 va incloure 120 categories que inclouen creació de contingut, producció, venda al detall i fòrums web/tecnològics a la indústria per a adults. A causa de la pandèmia de COVID-19 mundial en curs, la cerimònia es va celebrar virtualment i es va transmetre a AVNStars.com d'Adult Video News.

## Visió general

### Producció
El juliol de 2020 es va anunciar que la cerimònia de lliurament de premis i els esdeveniments relacionats que se celebren normalment a Las Vegas se celebrarien virtualment a causa de la pandèmia. “La salut i la seguretat dels nostres assistents i expositors són la nostra màxima prioritat, així que per precaució hem pres la difícil decisió de no celebrar els nostres esdeveniments de gener en persona, sinó de crear una experiència digital que oferirà als professionals del sector i als aficionats a l'entreteniment per a adults. oportunitats úniques per interactuar en línia,” va dir Tony Rios, conseller delegat d'AVN Media Network. La cerimònia de lliurament del premi es va celebrar el 23 de gener, l'AVN Adult Entertainment Expo també es va celebrar a la plataforma AVN Stars abans de la cerimònia. Així com els Premis GayVN es van celebrar el 18 de gener exclusivament al lloc web de GayVN Stars.

### Amfitrions
El 8 de gener de 2021, els intèrprets adults Kira Nior i Skyler Lo van ser anunciats com a co-amfitrions de l'espectacle.

## Guanyadors i nominats

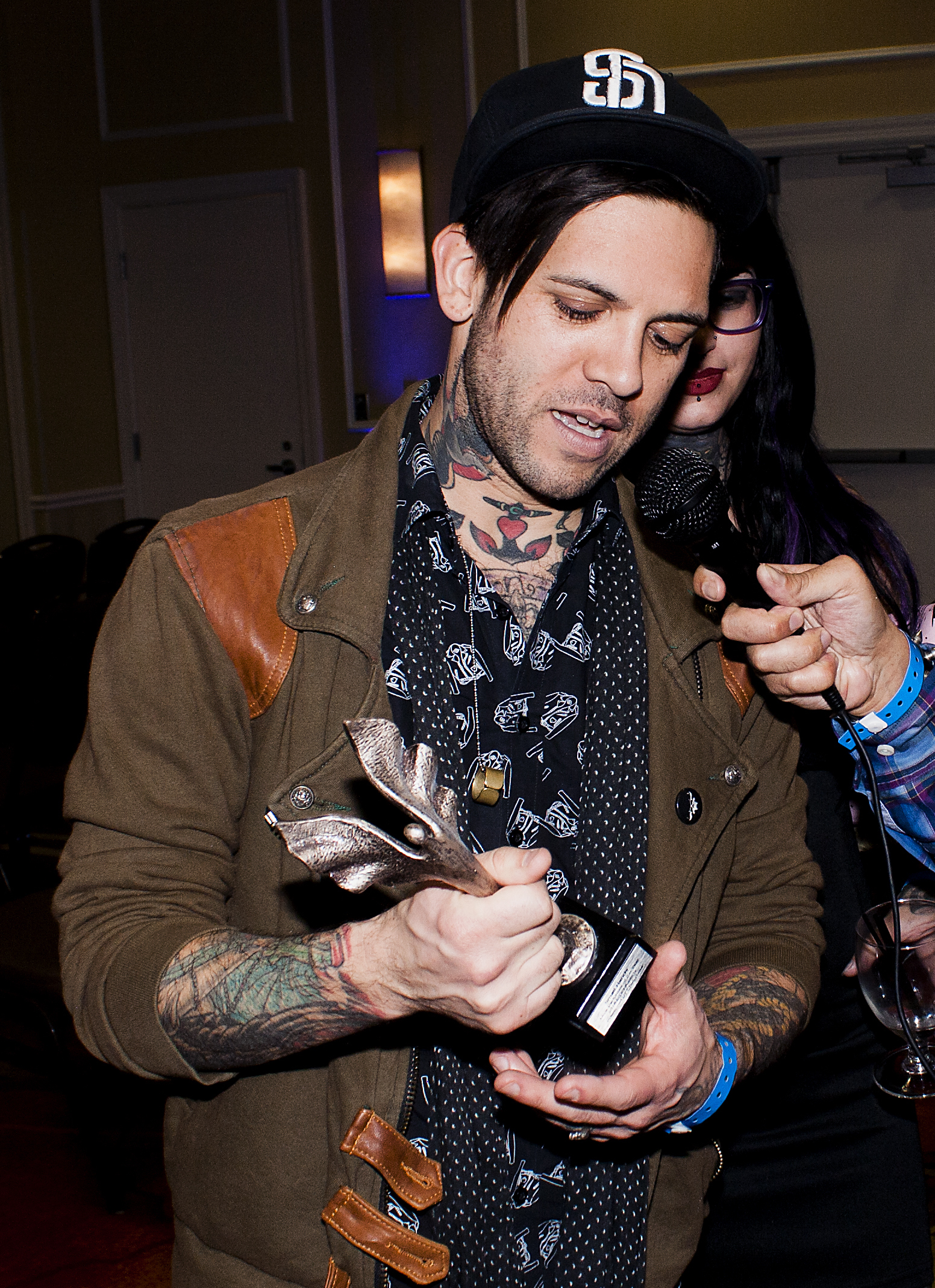
Small hands guanyador de l'Intèrpret Masculí de l'Any.

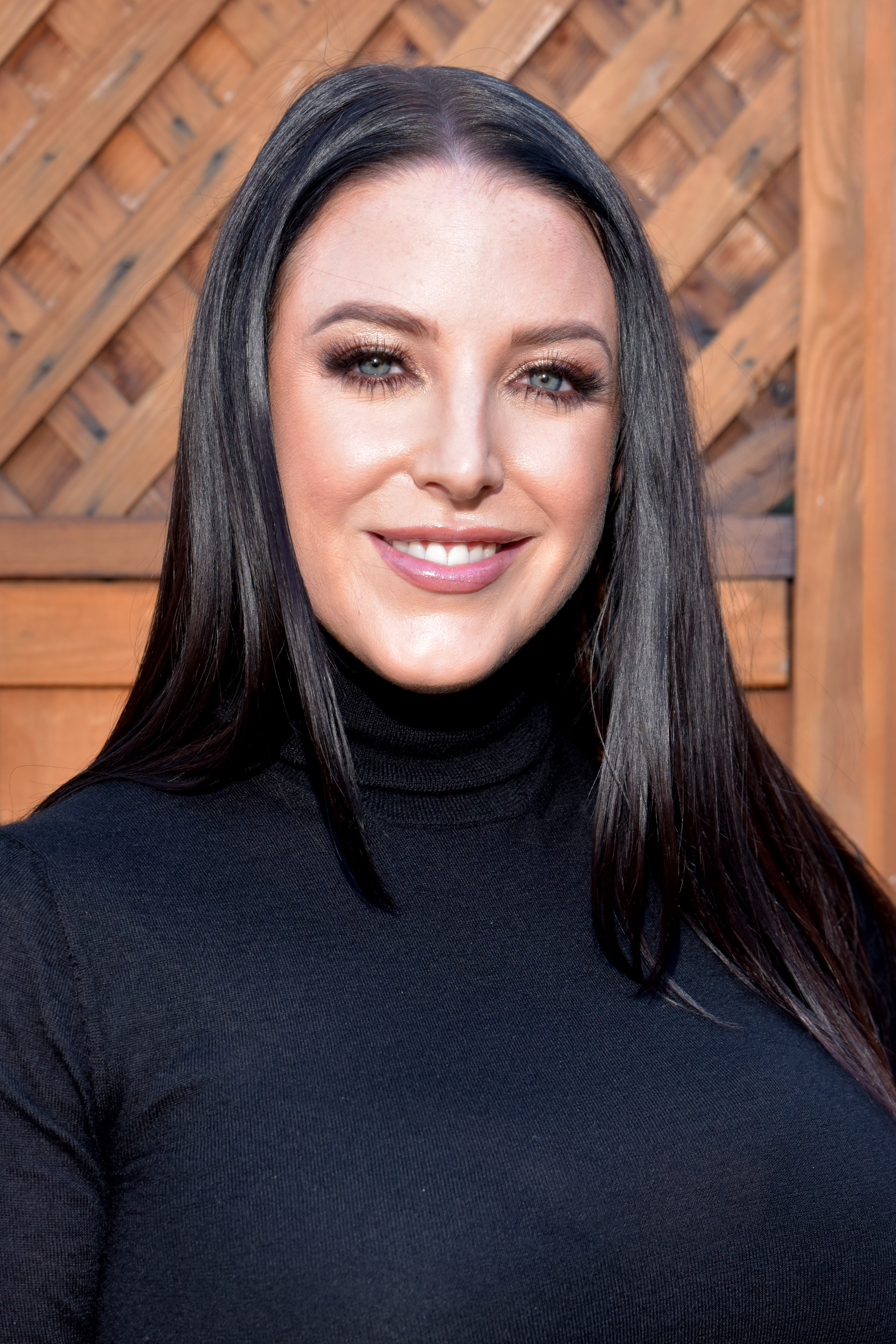
Angela White va guanyar el premi AVN a la millor actriu, a més dels premis a la millor escena de sexe en grup, a la millor actuació no sexual, a l'estrella porno femenina preferida, als pits més espectaculars i a la millor actriu estrella de les xarxes socials.

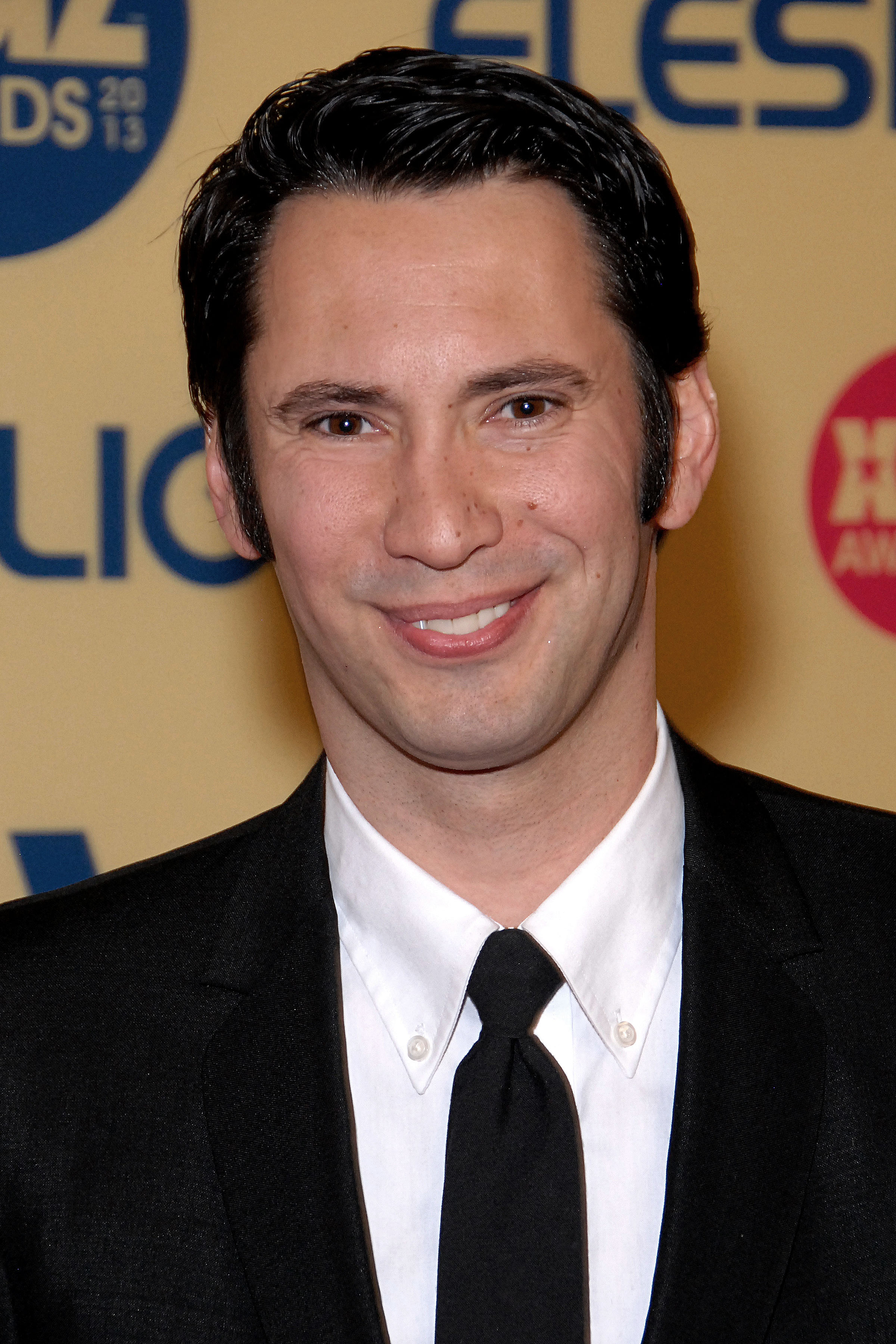
Tommy Pistol guanyador del premi AVN al millor actor – Featurette.

### Premis principals
Guanyadors en negreta.
| Premi a l'artista femenina de l'any | Premi a l'artista masculí de l'any |
| --- | --- |
| - Adriana Chechik - Abella Danger - Gia Derza - Gianna Dior - Ana Foxxx - Emma Hix - Kenna James - Alina Lopez - Kira Noir - Kyler Quinn - Kenzie Reeves - Naomi Swann - Angela White - Jane Wilde - Emily Willis | - Mick Blue - Xander Corvus - Charles Dera - Damon Dice - Markus Dupree - Manuel Ferrara - Seth Gamble - Small Hands - Ricky Johnson - Keiran Lee - Isiah Maxwell - Ramón Nomar - Tommy Pistol - Jax Slayher - Prince Yahshua |
| Millor actriu | Millor actor |
| - Evelyn Claire, Romantic Charades, AllHerLuv - Lotus Lain, Chemistry Eases the Pain, Pink i White Productions - Alina Lopez, Fertile (f. Under the Bed Vol. 2), Pure Taboo/Pulse - Avi Love, Another Life 2, AllHerLuv - Kenzie Reeves, A Beautiful Mistake, MissaX - Kendra Spade, What Set Us Apart (f. True Lesbian), Adult Time/Pulse - Khloe Kapri, Krazy Khloe (f. Social Experiment), PornFidelity/Kelly Madison/Juicy - Demi Sutra, Afrodisiac: A Demi Sutra Story, Pure Taboo/AdultTime.com - Angela White, Seasons, AllHerLuv - Emily Willis, Nymphomania: An Emily Willis Story, Pure Taboo/AdultTime.com | - Dick Chibbles, The Real Me, Pure Taboo/Pulse - Stirling Cooper, The Specialist, MissaX - Charles Dera, Nice Girls Finish Last (f. Cutting the Cord: A Jane Wilde Story), Pure Taboo/Pulse - Johnny Goodluck, No One Was Supposed to Be Here, Pure Taboo/AdultTime.com - Steve Holmes, Afrodisiac: A Demi Sutra Story, Pure Taboo/AdultTime.com - Alex Jones, No More Mr. Nice Guy (f. It's Complicated), Bellesa/Mile High - Tyler Nixon, A Beautiful Mistake, MissaX - Logan Pierce, Chemistry Eases the Pain, Pink i White Productions - Tommy Pistol, Another Life, MissaX - Michael Vegas, Three's a Crowd?, MissaX |
| Millor actriu protagonista | Millor actor protagonista |
| - Aiden Ashley, A Killer on the Loose, Missa X/Pulse - Cherie DeVille, 40 Years Old, Comes to Life, Dorcel/Wicked - Ana Foxxx, Primary, Lust Cinema - Kimmy Granger, Vacation in Purgatory, Digital Playground/Pulse - Madison Ivy, No Mercy for Mankind, Digital Playground/Pulse - Lacy Lennon, Alien Rhapsody, Girlfriends Films - Cadence Lux, The Producer II, AllHerLuv - Naomi Swann, My Sinful Valentine, Sweet Sinner/Mile High - Mona Wales, Pushing Boundaries, MissaX - Maitland Ward, Muse, Deeper | - Nathan Bronson, My Sinful Valentine, Sweet Sinner/Mile High - Danny D., No Mercy for Mankind, Digital Playground/Pulse - Seth Gamble, A Killer on the Loose, MissaX/Pulse - Quinton James, The Seductress, Sweet Sinner/Mile High - Ryan Mclane, Pushing Boundaries, MissaX - Tyler Nixon, Don't Say a Word, MissaX/Pulse - Derrick Pierce, Primary, Lust Cinema - Tommy Pistol, iLove, Wicked Passions - Michael Vegas, Out With a Bang, Digital Playground/Pulse - Chad White, Who's Your Daddy?, MissaX/Pulse |
| Premi a l'artista femenina estrangera de l'any | Premi a l'artista masculí estranger de l'any |
| - Little Caprice - Alexis Crystal - Anna de Ville - Cassie Del Isla - Clea Gaultier - Angelika Grays - Jasmine Rae - Anissa Kate - Tina Kay - Nelly Kent - Cherry Kiss - Jia Lissa - Liya Silver - Sybil - Tiffany Tatum | - Mike Angelo - Alberto Blanco - Marcello Bravo - Kristof Cale - Christian Clay - Danny D. - Charlie Dean - Dorian Del Isla - Erik Everhard - Angelo Godshack - Freddy Gong - Vince Karter - Joss Lescaf - Rocco Siffredi - Jay Snakes |
| Millor actriu secundària | Millor actor secundari |
| - Joanna Angel, The Path to Forgiveness, AllHerLuv/Pulse - Vanna Bardot, A Killer on the Loose, MissaX/Pulse - Adriana Chechik, Muse, Deeper - Kenna James, Pushing Boundaries, MissaX - Avi Love, The Ex-Girlfriend Debacle, GirlGirl/Jules Jordan - Kira Noir, Primary, Lust Cinema - Penny Pax, Primary, Lust Cinema - Demi Sutra, Prison Heat, Sweetheart/Mile High - Daisy Taylor, The Path to Forgiveness, AllHerLuv/Pulse - Whitney Wright, The Producer II, AllHerLuv | - Brad Armstrong, Finding Rebecca, Wicked Pictures - Dante Colle, A Killer on the Loose, MissaX/Pulse - Stirling Cooper, Obsessed, Sweet Sinner/Mile High - Xander Corvus, The Summoning, Digital Playground/Pulse - Damon Dice, Stranger Than Fiction, Wicked Pictures - Small Hands, Primary, Lust Cinema - Lance Hart, Some TS Like It Hot, TransSensual/Mile High - Scott Nails, Exit 118, Digital Playground/Pulse - Brad Newman, Don't Say a Word, MissaX/Pulse - Zac Wild, Catfished 2, Sweet Sinner/Mile High |
| Millor Featurette | Millor producció estrangera |
| - A Beautiful Mistake, MissaX - Chemistry Eases the Pain, Pink and White Productions - Fashionistas Lost, EvilAngel.com - Keep Your Family Close, Pure Taboo/Pulse - Mirror Game, Sssh.com - Mom's Not Coming Back, Sweetheart, Pure Taboo/AdultTime.com - Romantic Charades, AllHerLuv - Transgressions: A Sovereign Syre Story, Pure Taboo/AdultTime.com - What Set Us Apart (f. True Lesbian), Adult Time/Pulse - Writer's Block (f. Social Experiment), PornFidelity/Kelly Madison/Juicy | - Bikini Models, Scarlett Revell/Adult Source - Harmony's Extreme, Harmony Films - I Fucking Love Berlin, ZoZo/Evil Angel - Impulses, Dorcel - Jacky, Jacquie et Michel Elite - Love Is Blind, JoyBear/Pulse - Manuel's Euro Tour: Paris, Jules Jordan Video - No Mercy for Mankind, Digital Playground/Pulse - Sicalipsis, Union/Canal+ - Super Host, Lightsouthern/Pure Play |
| Director de l’any | Millor muntatge |
| - James Avalon - Kay Brandt - Axel Braun - Manuel Ferrara - Ricky Greenwood - Jules Jordan - Kayden Kross - Mason - Pat Myne - Eddie Powell - Mike Quasar - Jacky St. James - Chris Streams - Paul Woodcrest - Missa X | - Cougar Queen: A Tiger King Parody, Girlsway Productions; Woody All-In - I Fucking Love Berlin, ZoZo/Evil Angel; Scott RR Driscoll - Influence Elsa Jean, Tushy; Han Foley - A Killer on the Loose, MissaX/Pulse; Milo Popp & Bob le Flambeur - Lana, BurningAngel Entertainment; Small Hands - Muse, Deeper; Duboko - Paranormal, GirlGirl/Jules Jordan; Zombie - The Path to Forgiveness, AllHerLuv/Pulse; Missa X - Sicalipsis, Union/Canal+; Cosmo Liveti - The Summoning, Digital Playground/Pulse; Alexplose, Papa McMuffin, Margot Misandry & Mike Lee Torres                                                     |
| Millors efectes especials | Millor banda sonora |
| - Elf, UnrealPorn.com - Fetish Dreamland, SevereSexFilms.com - Lana, BurningAngel Entertainment - Mirror Game, Sssh.com - No Mercy for Mankind, Digital Playground/Pulse - Out With a Bang, Digital Playground/Pulse - Paranormal, GirlGirl/Jules Jordan - The Summoning, Digital Playground/Pulse - T-Girl Space Pirates, Bad Girl Mafia/Joy - Take My Soul, MeanaWolf.com | - Girlcore: The Complete Second Season, Adult Time/Pulse - Jacky, Jacquie et Michel Elite - Jane's Anal Addiction, Darkko/Evil Angel - Lana, BurningAngel Entertainment - Lesbian Rockstars, GirlGirl/Jules Jordan - Muse, Deeper - Oiled & Spoiled 2, Belladonna/Evil Angel - Primary, Lust Cinema - Sicalipsis, Union/Canal+ - The Summoning, Digital Playground/Pulse |
| Millor direcció – Comèdia | Cougar Queen: A Tiger King Parody, Girlsway Productions; Casey Calvert & Eli Cross |
| Millor direcció – Drama | Muse, Kayden Kross |
| Millor direcció – Producció estrangera | A Perfect Woman, Dorcel/Wicked; Hervé Bodilis |
| Millor direcció – Producció no narrativa | The Insatiable Emily Willis, Jules Jordan Video; Jules Jordan |
| Millor director – Contingut lloc/xarxa | Laurent Sky, Vixen.com/Tushy.com/Blacked.com |
| Artista de l’any All-Girl | Charlotte Stokely |
| Millor escena de sexe en grup All-Girl | Paranormal, GirlGirl/Jules Jordan; Emily Willis, Riley Reid & Kristen Scott |
| Millor pel·lícula o antologia All-Girl | Paranormal, GirlGirl/Jules Jordan |
| Millor sèrie o lloc All-Girl | Women Seeking Women, Girlfriends Films |
| Millor pel·lícula o antologia anal | The Art of Anal Sex 11, Tushy/Pulse |
| Millor sèrie o lloc anal | Anal Angels, Tushy/Pulse |
| Millor escena sexual anal | Rocco's Back to America for More Adventures, Rocco Siffredi/Evil Angel; Jane Wilde & Rocco Siffredi |
| Millor direcció artística | Muse, Deeper |
| Millor pel·lícula o antologia BDSM | Mistress Maitland, Deeper/Pulse |
| Millor escena blowbang | Emily Willis 10 Man Blowbang (f. Facialized 7), Hard X/O.L. Entertainment; Emily Willis |